# Parti révolutionnaire démocratique
 (janvier 2024).
Si vous disposez d'ouvrages ou d'articles de référence ou si vous connaissez des sites web de qualité traitant du thème abordé ici, merci de compléter l'article en donnant les références utiles à sa vérifiabilité et en les liant à la section « Notes et références ».
Le Parti révolutionnaire démocratique (en espagnol : Partido Revolucionario Democrático, abrégé en PRD) est un parti politique panaméen membre de l'Internationale socialiste et de la COPPPAL.

## Résultats électoraux

### Élections législatives
| Année | Voix    | %     | Sièges  | Gouvernement | Rang |
| ----- | ------- | ----- | ------- | ------------ | ---- |
| 2004  | 549 948 | 37,85 | 41 / 78 | Gouvernement | 1er  |
| 2009  | 537 426 | 35,73 | 26 / 71 | Opposition   | 1er  |
| 2014  | 535 747 | 31,49 | 25 / 71 | Opposition   | 2e   |
| 2019  | 542 165 | 29,93 | 36 / 71 | Gouvernement | 1er  |
| 2024  | 347 692 | 16,25 | 13 / 71 | Opposition   | 3e   |